# 宮のぶなお
宮 のぶなお(みや のぶなお、- 没年不詳)は、日本の漫画家。少年誌だけならず、少女誌でも活躍した。
弓月光のチーフアシスタントでもあったが、早世している。

## 作品一覧（読切含む）
- それいけジャンプでヤングおー!おー!
- もえろ!弁天（以上、週刊少年ジャンプ掲載）
- フランケン・フラ子ちゃん
- ピンクレディーのモンスター
- ゼンダマン
- 花のラブラブ球団
- ジャーマネくん（以上、月刊コロコロコミック掲載）
- トイレでゲバゲバ（『りぼん大増刊』1970年お正月大増刊）[2]
- 笑ってゆるして～（『りぼんコミック』1970年11月号）[2]
- 山はまねくよヤッヘッホーッ（『りぼん大増刊』1971年夏休み大増刊）[2]
- 女一匹ペタ子ちゃん（『週刊少女コミック』1972年）[3]
- キョーレツゲバばあちゃん（『りぼんコミック増刊』1970年5月増刊号、『りぼんコミック』1970年12月号）[4]
- バチ子対ゲバばあちゃん
- 殺しはつらいよ
- あーらザンコク
- どういうわけかクリスマス
- めざめ太くん
- べーだマン
- 四年おまけ組
- ろぼっ子ビートン
- キャン太くん
- コントとクイズお笑い全集
- ウルトラドジマン
- プラモン[5]

## 関連事項
- 1981年に「小学五年生」の読者ページの漫画を担当していたが、ある時を境に突然ページ担当が変更されてそのまま復帰することは無かった。